# 斎藤学 (精神科医)
斎藤 学（さいとう さとる、1941年2月23日 - ）は、日本の精神科医、実業家。医学博士。世の中の変動と連動として起こる人間の異常の研究をテーマとしており、共依存やアダルトチルドレンの概念を日本に紹介し広めた。
医療法人社団學風会さいとうクリニック理事長（現在は閉院し、患者のうち希望者は引き続き斎藤のカウンセリングを受けている。DNCも解体され、一部はJUSTにて引き継がれ、一部は独立して継続されている。JUSTホームページの「関連リンク」のページ参照）。PIAS麻布コレクティブ主宰。日本嗜癖行動学会理事長、同学会誌「アディクションと家族」編集主幹。日本家族と子どもセラピスト学会理事長、同学会誌「ファミリーチャイルドセラピー」編集主幹。日本子ども虐待防止学会顧問。心理学者であった故・西尾和美博士とともに設立に貢献したアライアント国際大学/CSPP臨床心理大学院 東京サテライトキャンパス 主任教授（患者の中からCSPPに入学し学位をえてカウンセラーとして活躍しているものも少なくない）。CSPP閉校後は、リカバリングアドバイザー養成講座を新たに立ち上げ、回復した患者がアドバイザーとして活躍できる仕組みを構築した（現在は養成講座の代わりにRAカフェという形で継続されており、カウンセラー登録の仕組みや、グループスーパービジョンは現在でも行われている。PIAS麻布コレクティブ https://pias-azabu.jp/ にて開催中）。斎藤が立ち上げた、総合メンタルケアの会社「株式会社アイエフエフ」、虐待被害者をはじめ各種アディクションの自助グループのミーティングを中心とし、電話相談なども行う支援グループ「NPO法人日本トラウマ・サバイバーズ・ユニオン（通称JUST）」、「日本子どもの虐待防止研究会」、「日本嗜癖行動学会」理事長。ほかに手がけた自助グループには、AKK（アディクションを考える会）、NABA（日本アノレキシア・ブリミア協会）がある。
特にJUSTでは、毎年の恒例行事となっていた４月の一般公開のイベント「アディクションフォーラム」での講演。8月の斎藤とJUSTメンバーとの2泊3日寝食を共にする「サマーキャンプ」、シングルマザーなどを支援する「赤ちゃんの舟」の年数回のワークショップは好評であった。また、一般公開のオープンカウンセリングも全国各地で行われていた（これらのイベントは現在行われていない）。
斎藤氏の活動の特徴は、これらすべての医療機関、教育機関、学会、自助グループ、ワークショップなどが患者および回復者を中心に有機的に機能しているところにある。氏の思想の源泉はフロイトの精神分析にあるが、長年の臨床の末、精神分析を超えた思想を持つに至り、PIASという考え方を提唱し、考え方を普及しPIAS思想の後継者も育っている。

## 概要
東京出身。京華小学校、麻布中学校に進学。高校生のころジークムント・フロイトの著作に触れて興味を持ち（逆にユングは「ちんぷんかんぷん」だったという）、慶應義塾大学医学部に進学、1967年卒業。厚生省から派遣されたフェローとしてWHO研修生になり、ここで中毒や嗜癖、依存の研修を受けたことで、まだ26～27歳で医師としての経験もあまりなかったにもかかわらず、ドラッグとアルコール依存症の専門家として扱われるようになり、一般には中年以降の権威者が書く「総説」という論文の依頼が来るようになる。
フランス政府給費留学生、旧国立療養所久里浜病院に勤務し、アルコール依存症の権威としてアルコール科の医長を務める。久里浜病院時代は、医者と半分厚生省技官という立場で、アルコール依存症の呼称や診断基準作り、各県の病院にベッドがどれくらい必要かを推定するなどの業務をしていた。他の厚生省の役人や久里浜病院の幹部の名前で出された概念も、斎藤曰くほとんど自分が作ったものだという。久里浜式アルコール依存スクリーニングテストというレーティングスケールを作り、通産省の予算で、喫煙、飲酒、ギャンブルの行動の把握をするという研究を行った。久里浜病院でのアルコール依存症の治療を通し、アルコール依存者の共依存の妻の方に興味を持つようになった。共依存者の治療をするほうがアルコール依存症者本人を治療するより治りがいいという経験があり、そこから家族療法の世界に入っていった。
当時、親子関係の問題で、子供が家庭内暴力で親を殺すといった事件は、貧困のしわ寄せとして起こると考える人が多く、啓蒙の必要性を感じた。ただし、日本の児童については今でも貧困の問題は大きく、児童や母親に廻す税金が極端に少ないことが、子供や女性を追い詰めているという。
1993年、共同通信社が地方紙43紙向けに配信した、埼玉バット殺人事件を扱った連載記事「仮面の家」の後半で斎藤が取り上げられた。記事は掲載地域で大反響を呼び、内容について共同通信や斎藤など連載に登場した人物に問い合わせの電話がひっきりなしにかかる前代未聞の事態を起こし、一躍斎藤は地方を中心に有名になり、（ただし記事ではアダルトチルドレンという言葉は一度も使われていない）、アダルトチルドレンブームの騎手となった。なお連載は共同通信社自身により単行本化され（前述の反響はこのあとがきに書かれたものである）、のちに文庫本化されている。ただし、地方紙と東京新聞での連載であったため、３大都市圏では関係者を除き殆ど話題にならなかった。
東京都精神医学総合研究所副参事研究員（社会病理研究部門主任）などを経て、1995年より家族機能研究所代表。
家族療法については、「あなたが置かれている状況がどんなものか自分で知ってよ。その為だったら私の知ってる知識は与えるし、足りないところは自分で勉強すればいい」というスタンスで、どんな家族問題を抱えた患者に対しても同じ姿勢であるという。一定期間内、症状を止めることはできるが、患者が依存行動で得るメリットを捨てることができなければ、同じことの繰り返しであり、そのため、家族そのものの人間関係の修正が必要であるとしている。
アルコール依存症の親のもとで育ち成人した人、機能不全家族で育ち成人した人を意味する「アダルトチルドレン」の概念を日本に紹介し、日本のアダルトチルドレンの病理は、近代家族、当時の一般的な家族にあると考えた。『アダルト・チルドレンと家族 心のなかの子どもを癒す』（1996年）が臨床心理士の信田さよ子（1985年から斎藤学がスーパーバイザーを務めていた嗜癖問題臨床研究所付属原宿相談室に勤務していた）らの著作と共に10万部以上売れて流行語になり、カリスマ精神科医としてブームを牽引し、霊性の回復を重視した。1999年には、マーガレット・ラインホルド著『親から自分をとり戻すための本―「傷ついた子ども」だったあなたへ』日本語訳文庫版（1999年）の解説を担当している。
ブームによってアダルトチルドレンに対する誤解が広がり、1990年代後半からこの用語を用いるのをやめ、トラウマサバイバー、アダルトサバイバーなどの用語を使うようにしたと述べている。2014年のインタビューでは、「AC（アダルトチルドレン）じゃない人なんていないからね。大体の人の親は、変でしょう。問題のある親で、だからこそ個性ができてくる。不満が無いと、欲求が生まれないじゃないですか。欲求不満が自分を創る訳でしょう」と述べ、誰もがアダルトチルドレンであり、母親は子供の欲求をすべて満たそうとしてはいけないと語っている。近年では、アダルトチルドレン・ブームから派生した「毒親」という俗流心理学的概念にも言及している。

## 著書
- 『女性とアルコール依存症』海鳴社 1983
- 『嗜癖行動と家族 過食症・アルコール依存症からの回復』有斐閣選書 1984
- 『アルコール依存症の精神病理』金剛出版 1985
- 『ネットワーク・セラピー アルコール依存症からの脱出』彩古書房 1985
- 『アルコール依存症とはなにか こころとからだの病の基礎知識』ヘルスワーク協会 1988
- 『家族依存症 仕事中毒から過食まで』誠信書房 1989 のち新潮文庫
- 『子供の愛し方がわからない親たち 児童虐待、何が起こっているか、どうすべきか』講談社 1992
- 『生きるのが怖い少女たち 過食・拒食の病理をさぐる』光文社(カッパ・サイエンス)1993
- 『「家族」という名の孤独』講談社 1995 のち+α文庫
- 『薬物乱用と家族』ヘルスワーク協会 1995
- 『魂の家族を求めて 私のセルフヘルプ・グループ論』日本評論社 1995 のち小学館文庫
- 『アダルト・チルドレンと家族 心のなかの子どもを癒す』学陽書房 1996 のち文庫
- 『家族の中の心の病 「よい子」たちの過食と拒食』講談社+α文庫 1997
- 『「自分のために生きていける」ということ 寂しくて、退屈な人たちへ』大和書房 1997 のち文庫
- 『「家族」はこわい 母性化時代の父の役割』日本経済新聞社 1997 のち新潮文庫
- 『いじめをなくす親子関係』労働旬報社 1997
- 『インナーマザーは支配する 侵入する「お母さん」は危ない』新講社 1998
- 『封印された叫び 心的外傷と記憶』講談社 1999
- 『家族の闇をさぐる 現代の親子関係』小学館 2001
- 『男の勘ちがい』毎日新聞社 2004
- 『インナーマザー あなたを責めつづけるこころの中の「お母さん」』新講社 2004 のちだいわ文庫
- 『自分の居場所のみつけかた』大和書房 2006
- 『家族パラドクス アディクション・家族問題症状に隠された真実』中央法規出版 2007 「家族依存のパラドクス オープン・カウンセリングの現場から」新潮文庫 2012
- 『「家族神話」があなたをしばる 元気になるための家族療法』日本放送出版協会・生活人新書 2008
- 『「夫婦」という幻想 なぜ、結局いがみあってしまうのか』祥伝社新書 2009
- 『依存症と家族』学陽書房 2009
- 『「毒親」の子どもたちへ』メタモル出版 2015
- 『すべての罪悪感は無用です 自分のために生きられないあなたに』木附千晶 構成 扶桑社 2019

### 共編著
- 『アルコール依存症』柳田知司、島田一男共編 1979（有斐閣選書）
- 『アルコール臨床ハンドブック』高木敏共編 金剛出版 1982
- 『アルコール依存症に関する12章』（編）有斐閣選書 1986
- 『女らしさの病い 臨床精神医学と女性論』波田あい子共編 誠信書房 1986
- 『カナリアの歌 "食"が気になる人たちの手記』（編）どうぶつ社 1991 のち学陽書房女性文庫
- 『あかるく拒食ゲンキに過食』伊藤比呂美共著 平凡社 1992
- 『児童虐待 危機介入編』（編）金剛出版 1994
- 『なぜ、私たちの哀しみは「食」に向かうのか』冨田香里共著 講談社 1998
- 『児童虐待 臨床編』（編）金剛出版 1998
- 『子別れレッスン 「おっぱい男」と「わがまま妻」』久田恵共著 学陽書房 1999
- 『子どもたちは、いま』トリイ・ヘイデン共著 早川書房 1999
- 『依存と虐待』（編）日本評論社 (こころの科学セレクション)1999
- 『ヘンでいい。「心の病」の患者学』栗原誠子共著 大月書店 2009
- 『あかるく拒食ゲンキに過食リターンズ』伊藤比呂美共著 平凡社 2011
- 『「母」がいちばん危ない "いい娘"にならない方法』村山由佳共著 大和書房 2013

### 翻訳
- ヘレン・A.ドゥローシス『女性の不安 ウーマン・パワーとしての不安エネルギー活用法』誠信書房 1983
- キャロリン・ウェッソン『 買い物しすぎる女たち』講談社 1992 のち+α文庫
- ジェニーン・ロス『食べすぎてしまう女たち 「愛」の依存症』講談社 1996 のち+α文庫
- クラウディア・ベプコ『フェミニズムとアディクション 共依存セラピーを見直す』日本評論社 1997
- ジュディス・ハーマン 『父-娘 近親姦－「家族」の闇を照らす 』誠信書房、2000）
- クラウディア・ブラック『性嗜癖者のパートナー 彼女たちの回復過程』誠信書房 2015